# Vagney
Vagney – miejscowość i gmina we Francji, w regionie Grand Est, w departamencie Wogezy.
Według danych na rok 1990 gminę zamieszkiwały 3 772 osoby, a gęstość zaludnienia wynosiła 151 osób/km² (wśród 2335 gmin Lotaryngii Vagney plasuje się na 116. miejscu pod względem liczby ludności, natomiast pod względem powierzchni na miejscu 102.).

## Współpraca
Miejscowość partnerska:
- Ouffet, Belgia